# قهرمان (مجموعه تلویزیونی)
قهرمان یا هونگ گیل دونگ (به کره‌ای: 쾌도 홍길동) به معنای واقعی کلمه «شمشیر سریع هنگ گیل دونگ» یک سریال تلویزیونی کره جنوبی محصول سال ۲۰۰۸ با بازی کانگ جی هوان در نقش گیل دونگ، سونگ یو ری، جانگ گیون سوک و کیم ری نا است. این درام آزادانه دربارهٔ هونگ گیل دونگ، از کتاب داستانی دربارهٔ یک رابین هود در سلسله چوسان کره است، اما با نفوذ مدرن و زنگ‌های کمدی است. این در KBS2 از ۲ ژانویه تا ۲۶ مارس ۲۰۰۸ در چهارشنبه و پنج شنبه‌ها در ۲۱:۵۵ به مدت ۲۴ قسمت پخش شده است.

## خلاصه داستان
هونگ گیل دونگ فرزند نامشروع یک وزیر است. او بسیار روشن و هوشمند است، با این حال گفته شد که او نمی‌تواند هر چیزی در این دنیا، با توجه به وضعیت نامشروع خود انجام دهد؛ بنابراین او مقدار بسیاری از وقت خود را صرف تنبل بودن و ایجاد مشکل برای مردم در اطراف خود می‌کند. با این حال، یک راهب محلی فکر می‌کند او به مقصد خیلی بیشتر می‌رسد، و به تدریس هنرهای رزمی به گیل دونگ می‌پردازد. گیل دونگ متوجه شدت بی عدالتی‌های جهان رتبه بندی شده است، و شروع به مبارزه با این بی عدالتی‌ها، دزدی از ثروتمندان و دادن به فقرا می‌کند.

هو اینوک یک دختر خوش بین، ساده و بی تکلف و بی خیال است. در آغاز این سری، او از چین با پدربزرگ خود وارد شده است. او نمی‌داند پدر بزرگ او هم خون او نیست، و این که پدر و مادر واقعی او را به قتل رساندند.

لی چانگ-هوا نیز به کره از چین در آغاز مجموعه وارد شد. او سرد و محاسبه گر به نظر می‌رسد، او نیز دارای یک گذشته تاریک است که در آن برادر بزرگتر خود، پادشاه فعلی چوسان، سعی کردند او را به قتل برسانند. چانگ-هوا در حال برنامه‌ریزی یک انقلاب است، که در آن او تلاش می‌کند برای سرنگونی شاه و جانشین کردن خود به این عنوان. او معتقد است، پادشاه به حق چوسان است. هر دو گیل دونگ و اینوک به چانگ-هوا برای تبدیل شدن به یک پادشاه خوب کمک می‌کنند. او با گیل دونگ متحد می‌شود و احساساتش را به اینوک توسعه می‌دهد.

## بازیگران
| بازیگر                  | نقش                             |
| ----------------------- | ------------------------------- |
| سونگ یو ری              | هو اینوک                        |
| جانگ گیون سوک           | شاهزاده لی چانگ-هوا             |
| کانگ جی هوان            | هونگ گیل دونگ                   |
| کیم ری نا               | سئو یون هی                      |
| کیم جائه سونگ           | هونگ این (برادر ناتنی گیل دونگ) |
| چوی ران                 | بانو نائو                       |
| نگهبان شخصی لی چانگ-هوا | چی سو                           |
| شیم سو گیون             | پارک سان ووک                    |
| چا هیون جونگ            | جونگ مال نیو                    |

## دوبله و پخش در ایران
| دوبلور           | نقش                              |
| ---------------- | -------------------------------- |
| کسری کیانی       | گیل دونگ                         |
| نرگس فولادوند    | اینوک                            |
| سعید مقدم منش    | لی چانگ وی                       |
| تورج مهرزادیان   | هونگ پان سئو /(پدر گیل دونگ)     |
| امیر منوچهری     | پادشاه                           |
| عباس نباتی       | سئو یون سئوپ                     |
| امیر محمد صمصامی | این هیونگ (برادر ناتنی گیل دونگ) |
| حسین خدادادبیگی  | شیم سو جون (دوست گیل دونگ)       |
| بانو نائو        | شایسته تاجبخش                    |
| هادی جلیلی       | جی سو                            |
| بیژن علیمحمدی    | راهب (استاد هامیونگ)             |
| علی همت مومیوند  | پدربزرگ اینوک                    |
| علیرضا شایگان    | آقای وانگ                        |
| امیر عطرچی       | یون (دوست گیل دونگ)              |
| حسین سرآبادانی   | گئوم (دوست گیل دونگ)             |

## جوایز و نامزدها
| سال  | جایزه                        | مقام                                         | دریافت کننده               | نتیجه    |
| ---- | ---------------------------- | -------------------------------------------- | -------------------------- | -------- |
| ۲۰۰۸ | 10th Mnet Asian Music Awards | Best OST                                     | "If" - کیم ته-یون          | برنده    |
| ۲۰۰۸ | 44th جایزه هنری پاکسانگ      | Most Popular Actor (TV)                      | کانگ جی هوان               | برنده    |
| ۲۰۰۸ | 44th جایزه هنری پاکسانگ      | Most Popular Actress (TV)                    | سونگ یو ری                 | برنده    |
| ۲۰۰۸ | 2nd Roma Fiction Fest        | Best Television Product, Miniseries category | هونگ گیل دونگ              | برنده    |
| ۲۰۰۸ | 2nd Korea Drama Awards       | جایزه عالی‌ترین بازیگر زن                     | سونگ یو ری                 | نامزدشده |
| ۲۰۰۸ | KBS Drama Awards             | Top Excellence Award, Actor                  | کانگ جی هوان               | نامزدشده |
| ۲۰۰۸ | KBS Drama Awards             | جایزه عالی‌ترین بازیگر مرد در مینی سریال      | جانگ گیون سوک              | نامزدشده |
| ۲۰۰۸ | KBS Drama Awards             | جایزه عالی‌ترین بازیگر زن در مینی سریال       | سونگ یو ری                 | نامزدشده |
| ۲۰۰۸ | KBS Drama Awards             | Best Supporting Actor                        | جو هی بنگ                  | نامزدشده |
| ۲۰۰۸ | KBS Drama Awards             | Best Young Actor                             | Maeng Se-chang             | نامزدشده |
| ۲۰۰۸ | KBS Drama Awards             | Netizen Award, Actor                         | کانگ جی هوان               | برنده    |
| ۲۰۰۸ | KBS Drama Awards             | Popularity Award, Actor                      | جانگ گیون سوک              | برنده    |
| ۲۰۰۸ | KBS Drama Awards             | Popularity Award, Actress                    | سونگ یو ری                 | برنده    |
| ۲۰۰۸ | KBS Drama Awards             | Best Couple Award                            | کانگ جی هوان و سونگ یو ری  | برنده    |
| ۲۰۰۸ | KBS Drama Awards             | Best Couple Award                            | جانگ گیون سوک و سونگ یو ری | نامزدشده |